# Heinrich Hanselmann
Heinrich Hanselmann (15. září 1885 – 29. února 1960) byl švýcarský defektolog ve Waldu (švýcarský kanton St. Gallen). Je považován za jednoho ze zakladatelů oboru léčebná pedagogika . V letech 1900 – 1904 navštěvoval učitelský seminář. Po jeho absolvování začal vyučovat v Ústavu pro neslyšící děti v St. Gallen, kde působil do r. 1908. V tomtéž roce se zapsal na Curyšskou univerzitu, kterou absolvoval r. 1911.
Krátkou dobu působil jako asistent na univerzitě ve Frankfurtu nad Mohanem, kde později pracoval ve výchovném středisku pro mládež. V r. 1918 byl ustanoven sekretářem Sdružení péče o mládež. V této době založil časopis Pro Juvetute a časopis Pro Infirmis. Oba se zabývaly problematikou speciální a léčebné pedagogiky. V r. 1924 založil v Curychu seminář léčebné pedagogiky pro vzdělávání učitelů speciálních škol. Nakonec působil jako profesor léčebné pedagogiky.
Jeho nejznámějším dílem je spis Einführung in die Heilpädagogik (1930) zabývající se psychologickými důsledky slepoty .
Tyflopedické kapitoly jeho Heilpädagogiky jsou mimořádně zajímavé. Autor vychází z nejnovějších poznatků psychologie, které aplikuje na prostředí slepoty. Po díle P. Villeye je to další významná práce svého oboru v první čtvrtině 20. století. Hanselmannovy nové poznatky nebyly u nás zhodnoceny, zůstaly neobjeveny. Studijní knihovny ve výchovných a vzdělávacích ústavech toto dílo neměly ve svých fondech, učitelé je proto neznali.